# Vitosha Saddle
Vitosha Saddle är ett bergspass i Antarktis. Det ligger i Sydshetlandsöarna. Argentina, Chile och Storbritannien gör anspråk på området. Vitosha Saddle ligger 774 meter över havet.
Terrängen runt Vitosha Saddle är kuperad österut, men västerut är den bergig. Havet är nära Vitosha Saddle åt sydost. Trakten är glest befolkad. Närmaste befolkade plats är St. Kliment Ohridski Base, 15,8 kilometer väster om Vitosha Saddle. 